# 胡安 (嘉靖進士)
胡安（1511年—？），字仁夫，號樂山，浙江紹興府餘姚縣人，軍籍，明朝政治人物。

## 生平
嘉靖十六年（1537年）丁酉科浙江鄉試第四十五名舉人。嘉靖二十三年（1544年）中式甲辰科會試第四名，登第二甲第五十七名進士。曾任南京刑部主事、兵部郎中、湖广衡州府知府、广西按察司副使、陕西苑马寺正卿、陕西左参政。

## 家族
曾祖胡禮；祖父胡楷；父胡軒，两淮運使。母王氏。永感下。